# Liste des sites Natura 2000 de la Charente-Maritime
Voici la liste des 39 sites de la Charente-Maritime classés dans le réseau Natura 2000 et des 5 sites classée Natura 2000 en mer.

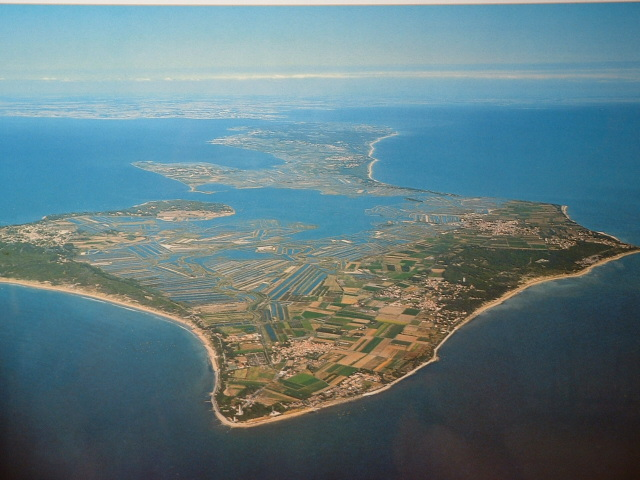
sites Natura 2000 du fier d'Ars et du pertuis charentais

## Sites Natura 2000
Six de ces zones correspondent à deux sites, il y a donc 33 zones pour 39 sites.
La liste comprend 33 zones dont 19 sont entièrement en Charente-Maritime 7 sont en Charente et en Charente-Maritime, 3 en Deux-Sèvres et en Charente-Maritime, 2 en Gironde et en Charente-Maritime 1 en Dordogne, en Gironde et en Charente-Maritime et 1 en Dordogne, en Gironde, en Charente et en Charente-Maritime.
Huit de ces sites ont une partie de leur surface dans le domaine maritime. 
Une partie concerne les vallées du fleuve Charente et de ses affluents :
- vallée de la Charente entre Angoulême et Cognac et ses principaux affluents pour 1 % en Charente-Maritime et 99 % en Charente ;
- vallée de la Charente moyenne et Seugne et moyenne vallée de la Charente et Seugne et Coran (deux sites) pour 93 % en Charente-Maritime et 7 % en Charente ;
- vallée de l'Antenne pour 46 % en Charente-Maritime et 54 % en Charente ;
- vallée du Né pour 8 % en Charente-Maritime et 92 % en Charente ;
- vallée de la Boutonne pour 3 % en Charente-Maritime et 97 % en Deux-Sèvres ;
- vallée de la Seugne en amont de Pons pour 87 % en Charente-Maritime et 13 % en Charente ;
- estuaire et basse vallée de la Charente pour 23 % dans le domaine maritime (deux zones).

Une autre des vallées de la Dordogne et l'estuaire de la Gironde :
- vallée du Lary et du Palais pour 60 % en Charente-Maritime, 13 % en Gironde, et 27 % en Charente ;
- vallée de la Dronne de Brantôme à sa confluence avec l'Isle pour 62 % en Dordogne, 12 % en Gironde, 7 % en Charente-Maritime et 19 % en Charente ;
- estuaire de la Gironde pour 57 % en Gironde, 28 % dans le domaine maritime et 15 % en Charente-Maritime

De très importants marais :
- Marais poitevin pour 45 % en Deux-Sèvres, pour 15 % dans le domaine maritime et 40 % en Charente-Maritime ;
- Marais de Montendre ;
- Marais de Brouage et nord Oléron (deux zones) pour 45 % dans le domaine maritime ;
- Marais de la Seudre et Marais et estuaire de la Seudre (deux zones) pour 22 % dans le domaine maritime ;
- Marais de Rochefort et Anse de Fouras, baie d'Yves, marais de Rochefort (deux zones) pour 24 % dans le domaine maritime ;
- Bonne Anse, marais de Bréjat et de Saint-Augustin ;
- Anse du Fier d'Ars pour 55 % dans le domaine maritime ;
- Marais et falaises des coteaux de la Gironde pour 16 % dans le domaine maritime ;
- Marais de Braud-et-Saint-Louis et de Saint-Ciers-sur-Gironde pour 95 % en Gironde et 5 % en Charente-Maritime ;
- Estuaire de la Gironde, marais de la rive nord.

Et des dunes :
- presqu'île d'Arvert pour 11 % dans le domaine maritime ;
- dunes et forêts littorales de l'île d'Oléron ;
- dunes et forêts littorales de l'île de Ré.

Concerne aussi des carrières :
- carrières de l'enfer ;
- carrières de Saint-Savinien ;
- carrières de fief de Foye à Saint-Sulpice-d'Arnoult, au bord de la RD137 entre Saintes et Rochefort ;
- carrières de Bellevue.

Une autre des plaines, landes et chaumes :
- les landes de Montendre ;
- les landes de Cadeuil ;
- les landes de Touvérac Saint-Vallier pour 16 % en Charente-Maritime ;
- plaine de Néré à Bresdon ;
- chaumes de Sèchebec à Bords et Saint-Savinien.

Et des forêts :
- massif forestier de Chizé-Aulnay pour 59 % en Deux-Sèvres

## Sites Natura 2000 en mer
Ce sont 5 sites sur 4 zones du domaine maritime, car une zone correspond à deux sites. Ils font partie de Natura 2000 en mer :
- Pertuis charentais pour 155 907 ha de domaine maritime
- Plateau de Rochebonne un triangle au large de 9715 ha de domaine maritime
- Pertuis charentais- Rochebonne qui couvre les deux précédents et l'espace maritime entre eux pour 819 258 ha
- Panache de la Gironde et Panache de la Gironde et plateau rocheux de Cordouan deux sites couvrant une zone identique de 95 256 ha